# Herrljunga samrealskola
Herrljunga samrealskola var en realskola i Herrljunga verksam från 1939 till 1968.

## Historia
1935 inrättades skolan som en högre folkskola med fyra årskurser. 1 juli 1939 ombildades denna till en kommunal mellanskola. Denna ombildades successivt med start 1946 till en samrealskola.

Realexamen gavs från 1940 till 1968.